# Rai Gulp
Rai Gulp – włoski kanał telewizyjny, program włoskiego nadawcy publicznego RAI. Stacja prezentuje programy oraz seriale przeznaczone dla dzieci oraz młodzieży.
Stacja została założona 1 czerwca 2007 roku z połączenia stacji telewizyjnych RAI Doc oraz RAI Futura. Obecnie kanał dostępny jest w przekazie niekodowanym (FTA) z satelity Hot Bird oraz na platformie cyfrowej Sky Italia (na kanale 809). Głównymi odbiorcami stacji są dzieci oraz młodzież w wieku 7-13 lat.
Kanał jest nadawany całodobowo.

## Niektóre seriale animowane nadawane przez Rai Gulp
- Atomowa Betty
- Awatar: Legenda Aanga
- Barbapapa
- Corto Maltese
- George prosto z drzewa
- Geronimo Stilton
- Iron Man
- Listonosz Pat
- Glass no kamen
- Jumanji
- Mała Lulu
- PopPixie
- Kod Lyoko
- Mia i ja
- Huntik: Łowcy tajemnic
- The Spectacular Spider-Man
- Lovely Complex
- Łowcy smoków
- Mam rakietę
- Monster Buster Club
- Marco i Gina
- Skunks Fu
- Super Hero Squad
- Romeo x Juliet
- Pretty Cure
- Futari wa Pretty Cure Splash Star
- Yes! Pretty Cure 5
- Ruby Gloom
- Toradora!
- Team Galaxy – kosmiczne przygody galaktycznej drużyny
- Klub Winx
- Lola i Virginia
- Wolverine and the X-Men
- Doug Zabawny
- Martin Tajemniczy
- Digimon Xros Wars
- Digimon
- Shinzo
- Super Pig
- Kirby
- Mega Man NT Warrior
- Wunschpunsch
- Shaman King
- Titeuf
- Monster Allergy

## Niektóre seriale obyczajowe nadawane na Rai Gulp
- Ace Lightning
- Alex i spółka
- Amika
- Britannia High
- Czarodzieje z Waverly Place
- Mako Mermaids: Syreny z Mako
- Nastoletni geniusze
- Najpiękniejsze baśnie braci Grimm
- S.A.W. Szkolna Agencja Wywiadowcza
- Soy Luna
- Naturalnie, Sadie
- Przygody w siodle
- Najnowsze wydanie
- Nieidealna
- Przygody Sary Jane
- Zagubieni z lotu 29
- Victoria znaczy zwycięstwo
- Violetta

## Niektóre filmy wyemitowane w Rai Gulp
- Klub Winx – tajemnica zaginionego królestwa
- Asterix i wikingowie
- Asterix i Kleopatra
- Asterix Gall
- Czerwony Kapturek – prawdziwa historia
- Ruchomy zamek Hauru
- Ponyo